# Whitnash
Whitnash – miasto w Anglii, w hrabstwie Warwickshire, w dystrykcie Warwick, obok miasta Royal Leamington Spa. Leży 5 km na wschód od miasta Warwick i 128 km na północny zachód od Londynu. Miasto liczy 7798 mieszkańców.